# Янушкевич, Ганс
Ганс Вильгельм Александр Рихард фон Янушкевич (нем. Hans von Januszkiewicz, 17 января 1855, Штеттин, Германская империя (ныне Щецин, Польша) — 3 марта 1937, Францбург, Третий рейх) — германский писатель, драматург, журналист и театральный критик.

## Биография
По национальности был поляком. Большую часть своих произведений написал под псевдонимом «Ганс фон Рейнфилс».
Написал много комедий и других произведений:
- «Die Schattenkönigin» (1880);
- «Marotten» (1880);
- «Dramatisches Allerlei» (1880),
- «Kombinationen. Lust. Theaterklatsch. Marotten» (1881),
- «Fromme Lügen» (1892),
- «Der neue Herr» (1894),
- «Eifersucht» (1894),
- «Kampf» (1903) и так далее;

среди известных поздних произведений —
- роман «Der Dorf-Daniel» (1911; переиздаётся до сих пор);
- историко-романтическая новелла «Die Rose von Gravelotte (Rose-Marie) : historisch-romantisches Schauspiel in zwei Abteilungen und vier Aufzügen» (1918).

Его пьеса в пяти действиях «Die Sitte» ставится на сценах немецких театров до сих пор.
В 1896 году был главным редактором издания «Deutche Drama».
В 1897—1898 годах совместно с Рихардом Верде опубликовал энциклопедию интеллектуальной жизни Берлина «Das Geistige Berlin; eine Encyklopaedie des geistigen Lebens Berlins»; также они совместно издали ещё ряд биографических произведений, в частности, «Leben und Wirken der Architekten, Bildhauer, Bühnenkünstler, Journalisten, Maler, Musiker, Schriftsteller, Zeichner».